# Аксаково (Кармаскалинский район)
Акса́ково (баш. Аксаков) — деревня в Кармаскалинском районе Республики Башкортостан Российской Федерации. Входит в состав Кармаскалинского сельсовета.

## География

### Географическое положение
Расстояние до:
- районного центра (Кармаскалы): 4 км,
- центра сельсовета (Кармаскалы): 4 км,
- ближайшей ж/д станции (Карламан): 15 км.

## Население
| 2002 | 2009 | 2010 |
| ---- | ---- | ---- |
| 15   | ↘10  | ↗28  |

Национальный состав
Согласно переписи 2002 года, преобладающая национальность — русские (87 %).